# Ligne B (bande dessinée)
Pour les articles homonymes, voir Ligne B.
Ligne B est une bande dessinée française en un volume (one shot) de Julien Revenu, parue en avril 2015 et publiée par Casterman.

## Synopsis
L'histoire se déroule pendant les émeutes en banlieues de 2005. Laurent, un jeune père de famille vivant en région parisienne, a le profil de l'éternelle victime : agressé par des racailles sur le chemin du travail, malmené par son patron au travail, il doit également essuyer les critiques de sa femme à la maison. Seule sa fille apporte un peu de bonheur dans sa vie. Un jour, après une énième humiliation dans le RER, c'en est trop pour Laurent : il décide de devenir lui-même un de ces caïds qui terrorisent la population. Passé de proie à prédateur, Laurent est entraîné dans une spirale de violence...